# Chris Hopewell
Chris Hopewell és un director de vídeos musicals anglès que ha  dirigit vídeos per a Radiohead, Franz Ferdinand, The Killers, Scissor Sisters, Run the Jewels, Louis XIV, The Knife, The Offspring, Avenged Sevenfold, i diversos altres. El seu vídeo per a "There There" de Radiohead va rebre un premi a la direcció d'art als MTV Video Music Awards 2003. També va codirigir amb Crispian Mills la pel·lícula A Fantastic Fear of Everything.
Hopewell va cofundar l'empresa Collision Films, que va funcionar del 2002 al 2012. A través de la seva agència de disseny gràfic, Jacknife, també ha treballat amb artistes com Queens of the Stone Age, Iggy Pop, Stanley Donwood, Interpol i Misfits.

## Filmografia
Films
- A Fantastic Fear of Everything (2012, co-director)

Vídeos musicals
- Radiohead — "There There" (2003)
- Scissor Sisters — "Comfortably Numb" (2004)
- Blonde Redhead — "Equus" (2004)
- Razorlight — "Vice" (2004)
- Franz Ferdinand — "The Dark of the Matinée" (2004)
- The Zutons — "Confusion" (2004)
- Mylo — "Destroy Rock & Roll" (2005)
- McQueen — "Running Out of Things to Say" (2005)
- Louis XIV — "Finding Out True Love Is Blind" (2005)
- The Killers — "Smile Like You Mean It" (2005)
- Editors — "Blood" (2005)
- Persephone's Bees — "Nice Day" (2005)
- Young Knives — "The Decision" (2005)
- Young Knives — "She's Attracted To" (2006)
- Young Knives — "Weekends and Bleak Days (Hot Summer)" (2006)
- Franz Ferdinand — "Eleanor Put Your Boots On" (2006)
- Goldfrapp — "Fly Me Away" (2006)
- The Knife — "Marble House" (2006)
- The Bees — "Who Cares What the Question Is?" (2007)
- Cherry Ghost — "People Help the People" (2007)
- Young Knives — "Turn Tail" (2008)
- The Offspring — "You're Gonna Go Far, Kid" (2008)
- McFly — "Lies" (2008)
- Graham Coxon — "Dead Bees" (2009)
- Graham Coxon — "In the Morning" (2009)
- Spinnerette — "Baptized by Fire" (2009)
- Radiohead — "Burn the Witch" (2016)
- Avenged Sevenfold — "The Stage" (2016)
- Run the Jewels — "Don't Get Captured" (2017)
- Father John Misty — "Things It Would Have Been Helpful to Know Before the Revolution" (2017)
- Father John Misty — "Please Don't Die" (2018)
- Cat Stevens – "Where Do the Children Play?" (2020)
- Cat Stevens – "Father and Son" (2020)
- Run the Jewels — "Walking in the Snow" (2020)
- Avenged Sevenfold — "Nobody" (2023)
- Avenged Sevenfold — "Cosmic" (2024)